# Гонады

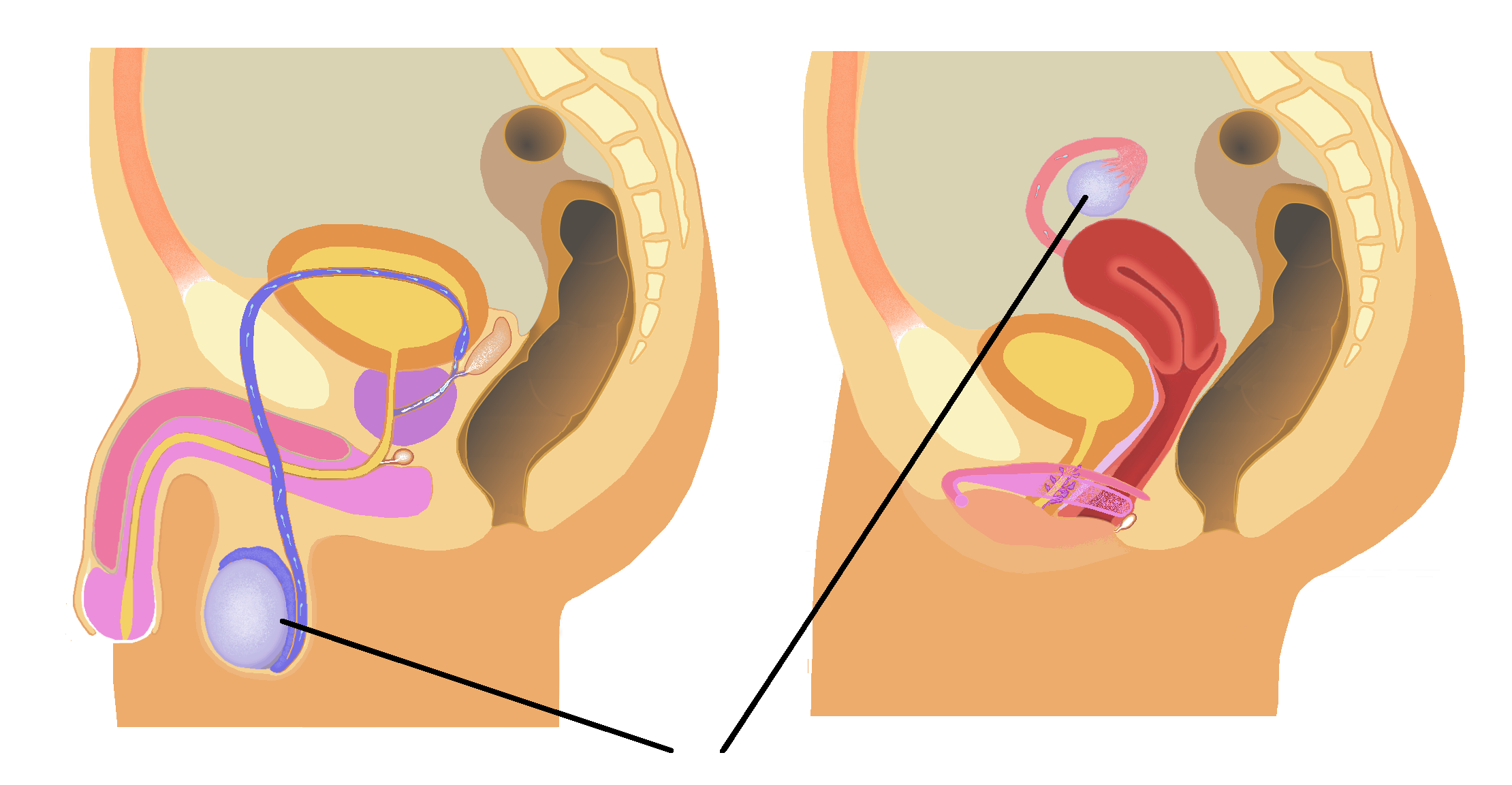
Мужские и женские гонады

Гона́ды (половые железы, репродуктивные железы) — органы животных, продуцирующие половые клетки — гаметы. Женские гонады называются яичниками, мужские — семенниками.
Гонады также обладают эндокринной активностью, вырабатывая половые гормоны — андрогены и эстрогены.
Для них характерна смешанная секреция. Яичники выделяют во внешнюю среду яйцеклетки, а во внутреннюю гормоны эстрогены и прогестогены. Семенники выделяют во внешнюю среду сперматозоиды, а во внутреннюю гормоны андрогены. Образование и секреция этих гормонов регулируется гонадотропными гормонами гипофиза — ФСГ и ЛГ, которые, в свою очередь, находятся под контролем гипоталамуса.
Семенники — парные органы, расположенные у мужчин не в полости тела, а в мошонке. Основной мужской гормон — тестостерон. Он стимулирует образование сперматозоидов и секрецию компонентов спермы, обеспечивающих их жизнеспособность, отвечает за развитие организма по мужскому типу, формирует и поддерживает половое влечение, а также обеспечивает половое поведение. Избыток гормонов приводит к гипергонадизму, недостаток — к гипогонадизму.
Яичники располагаются в брюшной полости. Основные гормоны — эстрадиол, прогестерон и релаксин. Они контролируют менструальный цикл и роды, отвечают за развитие вторичных половых признаков, формирование скелета и оволосение по женскому типу. Эстрогены обладают также анаболическими эффектами, снижают уровень холестерина в крови, способствуют свёртыванию крови. Нарушения в гормональной регуляции приводят к аменорее, опухолям, бесплодию.

## Придаточные половые железы сельскохозяйственных животных
В тазовую часть мочеполового канала открываются протоками придаточные половые железы: пузырьковидные, предстательная, луковичные. Они особенно хорошо развиты у хряка и жеребца. У барана они небольших размеров, а предстательная железа имеет лишь рассеянную часть.